# Nepalomyia sombrea
Nepalomyia sombrea är en tvåvingeart som först beskrevs av Harmston och Frank Hall Knowlton 1945.  Nepalomyia sombrea ingår i släktet Nepalomyia och familjen styltflugor. Inga underarter finns listade i Catalogue of Life.